# 檜垣文様
檜垣文様 (ひがきもんよう)は、日本の伝統的な幾何学文様のひとつで、檜（ひのき）の薄い板を斜めに組み合わせて編んだ垣（垣根）の形を図案化したものである。規則的に並んだ斜めの格子が特徴で、連続模様として織物や染物に用いられる。平安時代の装束や調度にも見られ、整然とした美しさと堅牢さを象徴する柄として、今日でも着物や帯、工芸品の意匠に広く利用されている。この文様の散らし模様の場合は八ツ橋と呼ばれ、水流文様や杜若文様と合わせて配置される事が多い。

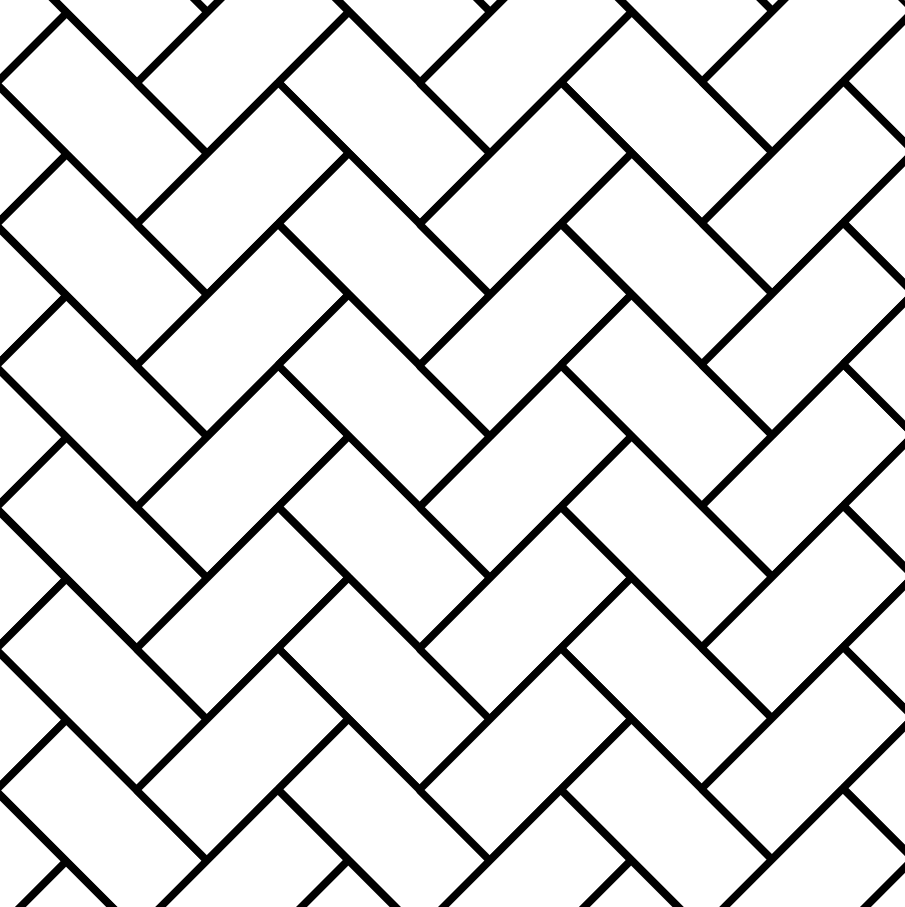
檜垣文様